# Герб Советского района (Марий Эл)
Герб муниципального образования «Советский муниципальный район »  является официальным опознавательно-правовым знаком муниципального образования «Советский муниципальный район» Республики Марий Эл, символом суверенитета и достоинства муниципального образования, представительского статуса, единства его территории и прав, исторического значения
Герб утверждён 9 ноября 2005 года Решением Собрания депутатов муниципального образования «Советский муниципальный район».

## Описание герба
В червленом (красном) поле серебряное опрокинутое стропило, обремененное двумя червлеными кистями рябины с листьями и сопровождаемое во главе тремя серебряными вырубными крестами (два и один).

## Символика
Почетная геральдическая фигура «стропило» олицетворяет созидательный, творческий потенциал района.
Кисти рябины символизируют природные богатства района, а также, по народным традициям, несут в себе значение оберегающего символа.
Три вырубных креста знаменуют образование территории района из части территорий Царевококшайского, Яранского и Уржумского уездов, олицетворяют единство прошлого, настоящего и будущего.
Красный цвет (червленый) — символ активности, мужества, самоотверженности, ассоциируются с цветовой символикой советского периода, периода образования района.
Белый цвет (серебро) — символ чистоты и доброты, простоты и ясности.
Красный и белый — наиболее почитаемые цвета у марийского и русского народов.